# Thủ phạm

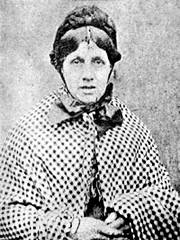
Mary Ann Cotton thủ phạm giết hàng loạt chồng của bà ta

Thủ phạm là người được xác định là người thực hiện một hành vi sai trái. Hành vi này có thể là hành vi tiêu cực, vi phạm đạo đức, quy tắc xử sự, vi phạm pháp luật hoặc tội phạm đã được xác định hoặc bằng một quyết định của cơ quan có thẩm quyền (thông thường là cơ quan điều tra, thanh tra hay cơ quan tư pháp như công tố, kiểm sát, tòa án). Theo luật pháp Anh, thủ phạm là một trong những người bị cáo buộc thực hiện một tội phạm. Theo luật hình sự hiện đại, thuật ngữ ưa thích sử dụng hơn là bị đơn. Thủ phạm trong những vụ án mạng thường được gọi là hung thủ, kẻ thủ ác và hay được gọi là kẻ giết người, tên sát nhân, kẻ chủ mưu...